# Bon Secour
Bon Secour est une communauté non-incorporée du comté de Baldwin (Alabama). Selon le recensement de 2000, sa population est de 302 habitants.
Elle fait partie de l'aire micropolitaine de Daphne–Fairhope–Foley.

## Toponymie
Elle fut nommée Bon Secour par le Français Jacques Cook venant de Montréal car la baie présente derrière la péninsule de Fort Morgan offrait un mouillage sûr. Il nomma la ville d'après la chapelle Notre-Dame-de-Bon-Secours, érigée sur une des collines de Montréal.
Bon Secour a aussi été nommée Rio del Buen Socorro par les Espagnols.

## Géographie
La communauté a une superficie de 8,7 km2 dont la totalité est terrestre.

### Situation
Bon Secour se trouve sur la côte ouest de la baie de Bon Secour (une baie contigüe qui se trouve à l'est de la baie de Mobile) et à 56 km à l'est de la frontière Alabama-Mississippi près de Gulf Shores. Elle si situe également à 72 km à l'ouest de Pensacola (Floride).
Plus précisément, la communauté se trouve sur la rive de la rivière Bon Secour. Celle-ci se jette dans la baie de Bon Secour qui prolonge la baie de Mobile.

### Climat
Bon Secour se trouve sous un climat tempéré.
La communauté est parfois mentionnée dans les rapports statistiques concernant les cyclones tropicaux, puisque Bon Secour est la première ville de la côte est de la baie de Mobile à partir du sud, indiquant le temps et les marées aux populations au sud de la baie de Mobile, près du golfe du Mexique.

#### Relevé météorologique
| Mois                                  | jan.     | fév.     | mars    | avril   | mai     | juin    | jui.    | août    | sep.    | oct.    | nov.    | déc.     | année    |
| ------------------------------------- | -------- | -------- | ------- | ------- | ------- | ------- | ------- | ------- | ------- | ------- | ------- | -------- | -------- |
| Température minimale moyenne (°C)     | 4        | 6        | 9       | 13      | 17      | 21      | 23      | 22      | 20      | 14      | 9       | 6        | 13,7     |
| Température moyenne (°C)              | 10       | 12       | 16      | 19      | 23      | 26      | 28      | 27      | 25      | 20      | 16      | 11       | 21       |
| Température maximale moyenne (°C)     | 16       | 18       | 21      | 25      | 28      | 31      | 32      | 32      | 31      | 26      | 21      | 17       | 24,9     |
| Record de froid (°C) date du record   | −15 1985 | −12 1951 | −6 1980 | 1 1973  | 6 1960  | 11 1984 | 15 1967 | 16 2004 | 5 1967  | 1 1989  | −6 1950 | −13 1962 | −15 1985 |
| Record de chaleur (°C) date du record | 28 1952  | 31 1982  | 29 2007 | 33 1987 | 37 1953 | 38 1954 | 38 1980 | 39 2000 | 38 1954 | 34 1954 | 33 1971 | 29 1965  | 39 2000  |
| Précipitations (mm)                   | 155,2    | 138,9    | 170,4   | 115,1   | 142,2   | 150,9   | 203,2   | 158     | 151,6   | 90,7    | 131,8   | 111,8    | 1 749,8  |

#### Ouragans
La situation de Bon Secour sur la côte nord du golfe du Mexique la rend vulnérable aux cyclones tropicaux :
- en septembre 1979, Bon Secour fut touchée par l'ouragan de catégorie 3 Frederic (en) ;
- en septembre 2004, l'ouragan de catégorie trois Ivan causa des inondations ;
- le 29 août 2005, l'ouragan Katrina inonda Bon Secour par une importante onde de tempête, qui s'est étendue à 190 km à l'est de l'œil du cyclone. Les vagues près de Bon Secour mesuraient 6-7 mètres.

## Histoire

### Période amérindienne
Les Amérindiens étaient présents le long des rives de la rivière comme le montre le grand nombre de tumuli environnant la localité.

### XIIesiècle
Le prince gallois Madoc aurait débarqué aux environs de l'actuel Fort Morgan en 1170 et aurait visité la rivière Bon Secour. Ses efforts de colonisation aurait failli mais il semblerait qu'il ait pu réussir à fraterniser avec les Indiens. Des « Indiens gallois » seraient, selon certains, des descendants de ce groupe.

### XVesiècleet l'arrivée des Européens
Les environs auraient été indiqués par Amerigo Vespucci sur l'une des cartes qu'il a faites lors de ces voyages au Nouveau Monde en 1497. 
L'explorateur espagnol Alonso Álvarez de Pineda et le Père Juan Juarez sont probablement passés dans les environs en 1519 et 1528. Ils visitèrent probablement la rivière Bon Secour puisque les environs étaient poissonneux, de l'eau douce s'y trouvait et les plages permettaient de caréner les bateaux et de les calfater avec la résine des pins qui abondaient dans les bois environnants. 

### XVIIIesiècle
Le lieu est mentionné à la suite de l'exploration de la Nouvelle-France par Pierre Le Moyne, sieur d'Iberville et d'Ardillières en 1699. En 1702, Jean-Baptiste Le Moyne de Bienville aurait construit un pavillon de chasse et de pêche sur le site de Bon Secour. Le site de l'actuel village fut un havre de choix pour fonder en 1702 la ville de Mobile, première capitale de la Louisiane française.
En 1763, les Français cédèrent cette région aux Anglais qui la tinrent jusqu'en 1783, date à laquelle les Espagnols prirent possession de la région. La plupart des titres de propriété remontent à cette période espagnole. Après la vente de la Floride aux États-Unis, la région devint un territoire américain et tous les anciens octrois espagnols furent confirmés et les dispositions du traité ont été honorées.

### XIXesiècle

#### La guerre de Sécession
La guerre de Sécession opposa le Nord et le Sud des États-Unis de 1861 à 1865. L'économie du Sud était alors principalement basée sur le coton. Néanmoins, Bon Secour, qui lors de la guerre de Sécession se trouvait du côté des Confédérés, disposait de ressources agricoles suffisantes. Seul le sel, que les habitants n'arrivaient pas à substituer à un autre produit, vint à manquer. Celui-ci était en effet importé du Nord et servait aussi bien à conserver qu'à assaisonner les aliments. Les habitants du village décidèrent alors d'utiliser l'eau présente dans la rivière Bon Secour, laquelle était salée de par sa proximité du golfe du Mexique. Ils tentèrent au départ de cuisiner leurs aliments à l'eau salée mais celle-ci les rendait âpres.
Par la suite les habitants creusèrent un bassin de 2,5 m de profondeur et 3,6 m de diamètre pour recueillir l'eau. Laquelle était ensuite portée à ébullition afin qu'il ne reste que les cristaux de sel.
Chaque jour étaient produits environ 250 boisseaux. Une partie de ce sel était vendue à Mobile où chaque sac, pesant environ 27 kg de sel, coûtait 40 dollars.
Les 8 et 9 septembre 1864, l'USS Rodolph traversa la barrière de sable et entra dans la baie de Bon Secour afin de détruire les installations d'extraction du sel.

#### L'après guerre de Sécession
Dès 1875, un bureau de poste ouvrit et opéra de manière discontinue à Bon Secour.

## Population et société

### Démographie
D'après le recensement de 2000, il y avait 302 personnes résidant dans la zone correspondant au code ZIP 36511. La densité de population était de 34, 7 hab./km2. Le tissu racial de la région dudit code ZIP était composé de 96,04 % de Blancs, 1,70 % d'Amérindiens, 0,30 % d'autres races, et 1,70 % de deux races ou plus. 1 % de la population était hispanique ou latino. 
L'âge moyen est de 37 ans.
| 2000 | 2010 | - | - | - | - |
| ---- | ---- | - | - | - | - |
| 302  | 743  | - | - | - | - |

### Éducation
La communauté dispose de la Swift Elementary School pour les enfants allant de la maternelle au sixième grade. L'école fait partie du Baldwin County Board of Education.
Au-delà du sixième grade, les élèves ont la possibilité de poursuivre leurs études à Foley.

### Religion
Parmi les lieux de culte : la St Peter's Episcopal Church (église épiscopale Saint-Pierre), la Friendship Baptist Church (église baptiste de l'Amitié) et la Fishermen Baptist Church (église baptiste des Pêcheurs).

### Environnement
Le Bon Secour National Wildlife Refuge est un parc qui ne se trouve pas réellement à Bon Secour mais le long de la route de Fort Morgan, sur l'île, de l'autre côté du pont de l’Intracoastal Waterway. Le parc couvre une superficie de 6 700 acres (soit 27 km2) d'habitat naturel à l'ouest de Gulf Shores, sur la péninsule de Fort Morgan (la section ouest de l'île) encadrée par l’Intracoastal Waterway, l’Oyster Bay, la baie de Bon Secour, et la baie de Mobile. Le refuge fut établi par le Congrès des États-Unis en 1980 pour fournir un habitat aux oiseaux, hors les gibiers, migrant au sud en automne et au nord au printemps. L'itinéraire migratoire de Bon Secour continue vers le sud de la Floride, les Caraïbes, le Mexique, et l'Amérique centrale. Le refuge Bon Secour est l'une des plus importantes parties de la côte alabamienne non développée, avec des dunes sablonneuses qui sont des rémanences de la côte du Golfe telle qu'elle existait à l'origine.